# Diomma ochracea
Diomma ochracea är en insektsart som beskrevs av Victor Ivanovitsch Motschulsky 1863. Diomma ochracea ingår i släktet Diomma och familjen dvärgstritar. Inga underarter finns listade i Catalogue of Life.